# Siegmund Gabriel
Siegmund Gabriel (7 de noviembre de 1851 – 22 de marzo de 1924) fue un químico alemán.

## Vida y obra
Gabriel nació y realizó sus estudios en Berlín. En 1874 realizó su doctorado en ciencias en la Universidad de Berlín con August von Hofmann. Fue profesor en la Universidad de Berlín hasta 1921 donde trabajó junto con Robert Wilhelm Bunsen. En 1887 descubrió un método de obtención de aminas primarias que llevaría su nombre, la síntesis de Gabriel.